# Chéo kênh
Chéo kênh (tiếng Anh: Cross Channel) là chiến lược tiếp cận chéo kênh. Tương tự như Multi Channel, Cross Channel cũng sử dụng đa kênh để tiếp cận và đáp ứng nhu cầu khách hàng. Tuy nhiên Cross Channel khác biệt ở chỗ nó chú trọng vào yếu tố trải nghiệm. Mô hình này xây dựng các thông điệp, các hoạt động khác nhau trên các kênh khác nhau và kết nối chúng lại một cách có hệ thống với mục đích giúp trải nghiệm khách hàng có tính xuyên suốt và tiện lợi hơn. Trong chiến lược tiếp cận Cross Channel, các kênh sẽ mang tính hỗ trợ nhau qua các giai đoạn khác nhau cho tới khi hành trình mua hàng của khách hàng kết thúc.
Ví dụ, khách hàng có thể xem thông tin sản phẩm tại nhà (kênh online) nhưng lại đến cửa hàng để được tư vấn kỹ hơn và mua hàng tại đây (kênh offline) hoặc ngược lại, đây gọi là hành trình diễn ra chéo kênh.
Để thực hiện Cross Channel, thách thức là cần phải tiếp cận được đúng đối tượng khách hàng, qua "đúng” kênh và "đúng” thời điểm (đây là lúc cần kết hợp với chiến lược Marketing nhắm đối tượng). Đồng thời tất cả các kênh của doanh nghiệp phải  hoạt động một cách nhất quán, liền mạch khi tương tác với khách hàng.

## Sự ra đời của Cross Channel
Cuối thế kỉ XX đầu thế kỉ XXI, cùng với sự bùng nổ của mạng Internet và sự phát triển của thương mại điện tử. Hành vi của khách hàng cũng dần thay đổi khác với trước đây, khách hàng có thể tiếp xúc với nhiều kênh tiếp thị cả kênh offline lẫn kênh online và với nhiều điểm chạm hơn, các xu hướng mua sắm showrooming và webrooming cũng ra đời. Cũng trong thời kỳ này, Multi-channel marketing nhanh chóng bùng nổ với việc lặp đi lặp lại cùng một thông điệp tại các kênh truyền thông khác nhau khiến cho hành vi của người tiêu dùng trở nên rời rạc. Vì thế, Cross Channel ra đời như cầu nối giúp xâu chuỗi các thông điệp khác nhau tại các kênh khác nhau thành một hệ thống, gắn kết hành vi người tiêu dùng liền mạch trong trực tuyến và ngoại tuyến.Việc này đòi hỏi một quá trình sáng tạo kế hoạch tiếp cận mới và các công cụ mới.

## Sự khác biệt giữa Omni Channel, Cross Channel và Multi Channel
Kênh (Channel) được hiểu là bất kỳ phương pháp nào giúp khách hàng có thể tương tác với doanh nghiệp/ thương hiệu. Hiện nay có 3 cách tiếp cận phổ biến nhất mà các thương hiệu đã phát triển liên quan tới kênh bao gồm:
- Multi channel: doanh nghiệp cung cấp nhiều kênh truyền thông khác nhau để tạo điều kiện tương tác với khách hàng.

Cách tiếp cận này được xem như những nỗ lực của doanh nghiệp thực hiện các chiến lược marketing khác nhau thông qua nhiều kênh: mạng xã hội, email marketing,... với các thông điệp khác nhau, chương trình khuyến mãi khác nhau cho khách hàng tùy thuộc vào mỗi kênh đó.
- Cross channel: doanh nghiệp hướng tới thu hẹp khoảng cách giữa các kênh khác nhau, qua đó người tiêu dùng tương tác với các doanh nghiệp nhanh hơn, tiện lợi hơn.

So với Multi-channel thì Cross-channel quan tâm hơn đến việc đưa khách hàng lên hàng đầu. Các thông điệp/ hoạt động khác nhau trên các kênh khác nhau mà doanh nghiệp đang sử dụng để tương tác với khách hàng được kết nối lại, mang đến trải nghiệm khách hàng liền mạch hơn, thuận tiện hơn
- Omni channel: doanh nghiệp đặt trọng tâm chính là mong muốn, nhu cầu của người tiêu dùng. Doanh nghiệp sẽ tích hợp các kênh khác nhau, phân tích tương tác của khách hàng, các điểm tiếp xúc ưa thích của họ, qua đó tối ưu hóa các kênh và xác định phương pháp tương tác tốt nhất. Điều này cho phép khách hàng có khả năng tương tác và mua hàng theo cách họ muốn.

## Lợi ích của Cross Channel
- Gia tăng sự tham gia của khách hàng thông qua nhiều kênh
- Cung cấp cho doanh nghiệp một cái nhìn tổng quan về 1 nhóm khách hàng.
- Đem lại sự kết nối liên tục giữa doanh nghiệp và người tiêu dùng, từ đó cải thiện lòng trung thành của khách hàng.
- Sử dụng các kênh khác nhau để hướng dẫn người tiêu dùng theo đường dẫn mua hàng. Ví dụ: khách hàng có thể đọc về một sản phẩm trên thiết bị di động, mua sản phẩm trên máy tính (ở trạng thái đã đăng nhập của họ), nhưng khuyến khích họ tới xem thử tại cửa hàng
- Cho phép một sự tương tác liền mạch trên các kênh từ các doanh nghiệp nơi quảng cáo và giao dịch tương tự cho dù chúng được đề cập trong email, trên mạng xã hội hoặc qua thiết bị di động, v.v
- Tăng tính cá nhân hóa. Khi các doanh nghiệp thu thập dữ liệu về sự tương tác của người tiêu dùng với thương hiệu,họ có thể nhắm mục tiêu đúng kênh tới người tiêu dùng.

## Hạn chế của Cross channel
Do mỗi kênh có những kỹ thuật riêng để quản lý nên Cross channel đòi hỏi một quá trình không ngừng học hỏi đổi mới và tiếp cận với các công cụ mới. Rào cản và áp lực do thiếu hiểu biết về công nghệ, không phân bổ nguồn lực hợp lý, không quản lý được các kênh hoặc lựa chọn kênh sai lầm đều sẽ dẫn tới thất bại đối với chiến lược này

## Cách thực hiện một chiến lược Cross channel hiệu quả
Làm thế nào để thực hiện chiến lược Cross channel hiệu quả là điều mà tất cả các doanh nghiệp đang theo đuổi chiến lược này muốn đạt được. Câu trả lời chính là phải có sự kết nối giữa các kênh. Tuy nhiên không có giải pháp hoàn hảo nào để giúp quản lý toàn bộ các kênh một cách tuyệt đối, cụ thể, dưới đây là một số phương pháp để thực hiện một chiến dịch Cross channel Marketing thông qua việc tiếp cận và thực hiện từng bước một:
1. Đặt mục tiêu: Liệt kê chính xác mục đích mà chiến dịch muốn đạt được (mức độ nhận biết, doanh thu, khách hàng) bằng các con số cụ thể không chỉ cho toàn bộ chiến dịch mà chi tiết cho từng kênh sẽ thực hiện.
2. Kế hoạch chi tiết: Từ các mục tiêu và nguồn lực, lập một kế hoạch chi tiết từ ý tưởng chính, chiến lược, chiến thuật cho cả chiến dịch và từng kênh. Chiến lược hiệu quả phải đi từ những phân tích và căn cứ thực tế cộng với sự sáng tạo.
3. Thâm nhập: Sau khi xây dựng một kế hoạch marketing tích hợp có sự chuẩn bị kỹ càng và chi tiết, đảm bảo tất cả nhân viên đều nắm rõ được kế hoạch, cơ hội và những rủi ro liên quan.
4. Tạo cầu nối: Một người có thể sẽ không sở hữu mọi kênh marketing có trong kế hoạch. Việc hợp tác với những người chịu trách nhiệm chính của mỗi kênh để đảm bảo họ nắm được nhiệm vụ trong toàn bộ kế hoạch.
5. Hệ thống hóa: Đưa thông điệp rõ ràng và nhất quán tránh việc hiểu sai thông điệp giữa các kênh cũng như đảm bảo đi đúng chỉ dẫn thương hiệu. Nhờ đó các đối tượng mục tiêu sẽ nắm được thông điệp của chiến lược cũng như nhận ra thông điệp đó đến từ một doanh nghiệp
7. Kiểm tra điều chỉnh: Sử dụng các công cụ phù hợp để kiểm tra hiệu quả của mỗi kênh, theo sát từng biến động tăng trong việc click và tỷ lệ chuyển đổi (conversion rate). Google Analytics là một công cụ hiệu quả để kiểm tra được nguồn dẫn về kênh cuối cùng từ đâu và phân tích được hoạt động của đối tượng để từ đó có những quyết định chiến lược.
9. Làm mới và nhắc lại: Dù chiến dịch đang trong giai đoạn chính hay đến gần kết, ta vẫn luôn cần để ý từng chi tiết trong các kết quả đã đạt được theo từng kênh và tinh chỉnh khi cần thiết